# 全国高等学校野球選手権大会 (佐賀県勢)
全国高等学校野球選手権大会における佐賀県勢の成績について記す。

## 大会結果
| 大会                  | 代表校                                         | 試合結果                                       | 試合結果                                       | 成績                                           |
| --------------------- | ---------------------------------------------- | ---------------------------------------------- | ---------------------------------------------- | ---------------------------------------------- |
| 第8回大会（1922年）   | 佐賀中（九州・初出場）                         | 1回戦                                          | ● 5 - 7 島根商                                 | 初戦敗退                                       |
| 第9回大会（1923年）   | 佐賀中（九州・2年連続2回目）                   | 2回戦                                          | ● 5 - 6 函館商                                 | 初戦敗退                                       |
| 第10回大会（1924年）  | 佐賀中（九州・3年連続3回目）                   | 2回戦                                          | ● 7 - 10 宇都宮中                              | 初戦敗退                                       |
| 第13回大会（1927年）  | 佐賀中（北九州・3年ぶり4回目）                 | 1回戦                                          | ● 6 - 8 愛知商                                 | 初戦敗退                                       |
| 第14回大会（1928年）  | 佐賀中（北九州・2年連続5回目）                 | 2回戦                                          | ● 0 - 12 和歌山中                              | 初戦敗退                                       |
| 第15回大会（1929年）  | 佐賀中（北九州・3年連続6回目）                 | 1回戦                                          | ○ 12 - 5 福岡中                                | 2回戦                                          |
| 第15回大会（1929年）  | 佐賀中（北九州・3年連続6回目）                 | 2回戦                                          | ● 0 - 4 台北一中                               | 2回戦                                          |
| 第19回大会（1933年）  | 佐賀師範（北九州・初出場）                     | 1回戦                                          | ● 2 - 6 横浜商                                 | 初戦敗退                                       |
| 第21回大会（1935年）  | 佐賀商（北九州・初出場）                       | 2回戦                                          | ● 1 - 7 早稲田実                               | 初戦敗退                                       |
| 第30回大会（1948年）  | 鹿島（西九州・初出場）                         | 2回戦                                          | ● 0 - 11 享栄商                                | 初戦敗退                                       |
| 第39回大会（1957年）  | 佐賀商（西九州・22年ぶり2回目）                | 1回戦                                          | ● 0 - 5 函館工                                 | 初戦敗退                                       |
| 第40回大会 (1958年)   | 佐賀（29年ぶり7回目）                          | 1回戦                                          | ● 2 - 3x 水戸商                                | 初戦敗退                                       |
| 第42回大会（1960年）  | 鹿島（西九州・12年ぶり2回目）                  | 1回戦                                          | ○ 5 - 3 熊本商                                 | ベスト4                                        |
| 第42回大会（1960年）  | 鹿島（西九州・12年ぶり2回目）                  | 2回戦                                          | ○ 1x - 0 平安                                  | ベスト4                                        |
| 第42回大会（1960年）  | 鹿島（西九州・12年ぶり2回目）                  | 準々決勝                                       | ○ 5 - 2 明石                                   | ベスト4                                        |
| 第42回大会（1960年）  | 鹿島（西九州・12年ぶり2回目）                  | 準決勝                                         | ● 0 - 6 法政二                                 | ベスト4                                        |
| 第44回大会（1962年）  | 佐賀商（西九州・5年ぶり3回目）                 | 1回戦                                          | ● 3 - 5 滝川（延長16回）                       | 初戦敗退                                       |
| 第45回大会（1963年）  | 武雄（初出場）                                 | 1回戦                                          | ● 2 - 10 甲府商                                | 初戦敗退                                       |
| 第47回大会（1965年）  | 佐賀商（西九州・3年ぶり4回目）                 | 1回戦                                          | ○ 8 - 3 北海                                   | 2回戦                                          |
| 第47回大会（1965年）  | 佐賀商（西九州・3年ぶり4回目）                 | 2回戦                                          | ● 3 - 11 丸子実                                | 2回戦                                          |
| 第50回大会（1968年）  | 佐賀工（初出場）                               | 1回戦                                          | ○ 8 - 6 東北                                   | 2回戦                                          |
| 第50回大会（1968年）  | 佐賀工（初出場）                               | 2回戦                                          | ● 1 - 3 松山商                                 | 2回戦                                          |
| 第52回大会（1970年）  | 唐津商（西九州・初出場）                       | 2回戦                                          | ● 4 - 5 東海大相模                             | 初戦敗退                                       |
| 第55回大会（1973年）  | 唐津商（3年ぶり2回目）                         | 2回戦                                          | ● 4 - 7 富山商                                 | 初戦敗退                                       |
| 第59回大会（1977年）  | 佐賀商（西九州・12年ぶり5回目）                | 1回戦                                          | ● 0 - 4 広島商                                 | 初戦敗退                                       |
| 第60回大会（1978年）  | 小城（初出場）                                 | 1回戦                                          | ● 2 - 9 所沢商                                 | 初戦敗退                                       |
| 第61回大会（1979年）  | 佐賀商（2年ぶり6回目）                         | 1回戦                                          | ○ 4 - 1 吉田                                   | 2回戦                                          |
| 第61回大会（1979年）  | 佐賀商（2年ぶり6回目）                         | 2回戦                                          | ● 3 - 6 大分商                                 | 2回戦                                          |
| 第62回大会（1980年）  | 龍谷（初出場）                                 | 1回戦                                          | ● 4 - 5x 札幌商                                | 初戦敗退                                       |
| 第63回大会（1981年）  | 佐賀学園（初出場）                             | 1回戦                                          | ● 0 - 1 浜松西                                 | 初戦敗退                                       |
| 第64回大会（1982年）  | 佐賀商（3年ぶり7回目）                         | 1回戦                                          | ○ 7 - 0 木造                                   | 3回戦                                          |
| 第64回大会（1982年）  | 佐賀商（3年ぶり7回目）                         | 2回戦                                          | ○ 5 - 1 東農大二                               | 3回戦                                          |
| 第64回大会（1982年）  | 佐賀商（3年ぶり7回目）                         | 3回戦                                          | ● 2 - 3 津久見（延長14回）                     | 3回戦                                          |
| 第65回大会（1983年）  | 鳥栖（初出場）                                 | 1回戦                                          | ○ 6 - 2 桜井                                   | 2回戦                                          |
| 第65回大会（1983年）  | 鳥栖（初出場）                                 | 2回戦                                          | ● 1 - 7 東海大一                               | 2回戦                                          |
| 第66回大会（1984年）  | 唐津商（11年ぶり3回目）                        | 2回戦                                          | ○ 9 - 0 弘前実                                 | 3回戦                                          |
| 第66回大会（1984年）  | 唐津商（11年ぶり3回目）                        | 3回戦                                          | ● 4 - 6 金足農                                 | 3回戦                                          |
| 第67回大会（1985年）  | 佐賀商（3年ぶり8回目）                         | 1回戦                                          | ○ 6 - 4 福岡                                   | 2回戦                                          |
| 第67回大会（1985年）  | 佐賀商（3年ぶり8回目）                         | 2回戦                                          | ● 1 - 8 東北                                   | 2回戦                                          |
| 第68回大会（1986年）  | 唐津西（初出場）                               | 1回戦                                          | ● 0 - 8 享栄                                   | 初戦敗退                                       |
| 第69回大会（1987年）  | 佐賀工（19年ぶり2回目）                        | 2回戦                                          | ○ 2 - 1 東海大甲府                             | 3回戦                                          |
| 第69回大会（1987年）  | 佐賀工（19年ぶり2回目）                        | 3回戦                                          | ● 4 - 12 習志野                                | 3回戦                                          |
| 第70回大会（1988年）  | 佐賀商（3年ぶり9回目）                         | 1回戦                                          | ● 2 - 5 浦和市立                               | 初戦敗退                                       |
| 第71回大会（1989年）  | 佐賀商（2年連続10回目）                        | 1回戦                                          | ○ 4 - 0 県岐阜商                               | 2回戦                                          |
| 第71回大会（1989年）  | 佐賀商（2年連続10回目）                        | 2回戦                                          | ● 2 - 6 神戸弘陵                               | 2回戦                                          |
| 第72回大会（1990年）  | 佐賀学園（9年ぶり2回目）                       | 1回戦                                          | ● 7 - 12 甲府工                                | 初戦敗退                                       |
| 第73回大会（1991年）  | 佐賀学園（2年連続3回目）                       | 1回戦                                          | ○ 3x - 2 春日部共栄                            | 3回戦                                          |
| 第73回大会（1991年）  | 佐賀学園（2年連続3回目）                       | 2回戦                                          | ○ 3 - 1 天理                                   | 3回戦                                          |
| 第73回大会（1991年）  | 佐賀学園（2年連続3回目）                       | 3回戦                                          | ● 2 - 6 柳川                                   | 3回戦                                          |
| 第74回大会（1992年）  | 佐賀東（初出場）                               | 1回戦                                          | ● 3 - 4 能代                                   | 初戦敗退                                       |
| 第75回大会（1993年）  | 鳥栖商（初出場）                               | 1回戦                                          | ● 1 - 11 常総学院                              | 初戦敗退                                       |
| 第76回大会（1994年）  | 佐賀商（5年ぶり11回目）                        | 1回戦                                          | ○ 6 - 2 浜松工                                 | 優勝                                           |
| 第76回大会（1994年）  | 佐賀商（5年ぶり11回目）                        | 2回戦                                          | ○ 6 - 1 関西                                   | 優勝                                           |
| 第76回大会（1994年）  | 佐賀商（5年ぶり11回目）                        | 3回戦                                          | ○ 2 - 1 那覇商                                 | 優勝                                           |
| 第76回大会（1994年）  | 佐賀商（5年ぶり11回目）                        | 準々決勝                                       | ○ 6 - 3 北海                                   | 優勝                                           |
| 第76回大会（1994年）  | 佐賀商（5年ぶり11回目）                        | 準決勝                                         | ○ 3x - 2 佐久（延長10回）                      | 優勝                                           |
| 第76回大会（1994年）  | 佐賀商（5年ぶり11回目）                        | 決勝                                           | ○ 8 - 4 樟南                                   | 優勝                                           |
| 第77回大会（1995年）  | 龍谷（15年ぶり2回目）                          | 1回戦                                          | ● 1 - 7 越谷西                                 | 初戦敗退                                       |
| 第78回大会（1996年）  | 唐津工（初出場）                               | 1回戦                                          | ● 0 - 5 海星                                   | 初戦敗退                                       |
| 第79回大会（1997年）  | 佐賀商（3年ぶり12回目）                        | 1回戦                                          | ○ 10x - 9 光星学院                             | 2回戦                                          |
| 第79回大会（1997年）  | 佐賀商（3年ぶり12回目）                        | 2回戦                                          | ● 3 - 7 徳島商                                 | 2回戦                                          |
| 第80回大会（1998年）  | 佐賀学園（7年ぶり4回目）                       | 1回戦                                          | ○ 3x - 2 佐久長聖（延長11回）                  | 3回戦                                          |
| 第80回大会（1998年）  | 佐賀学園（7年ぶり4回目）                       | 2回戦                                          | ○ 4 - 2 埼玉栄                                 | 3回戦                                          |
| 第80回大会（1998年）  | 佐賀学園（7年ぶり4回目）                       | 3回戦                                          | ● 1 - 5 PL学園                                 | 3回戦                                          |
| 第81回大会（1999年）  | 佐賀東（7年ぶり2回目）                         | 1回戦                                          | ● 0 - 14 仙台育英                              | 初戦敗退                                       |
| 第82回大会（2000年）  | 佐賀北（初出場）                               | 2回戦                                          | ● 1 - 12 横浜                                  | 初戦敗退                                       |
| 第83回大会（2001年）  | 神埼（初出場）                                 | 2回戦                                          | ○ 4 - 2 城東                                   | 3回戦                                          |
| 第83回大会（2001年）  | 神埼（初出場）                                 | 3回戦                                          | ● 2 - 3 光星学院                               | 3回戦                                          |
| 第84回大会（2002年）  | 鳥栖（19年ぶり2回目）                          | 1回戦                                          | ● 0 - 3 桐光学園（延長13回）                   | 初戦敗退                                       |
| 第85回大会（2003年）  | 鳥栖商（10年ぶり2回目）                        | 2回戦                                          | ○ 2 - 1 愛工大名電                             | ベスト8                                        |
| 第85回大会（2003年）  | 鳥栖商（10年ぶり2回目）                        | 3回戦                                          | ○ 6 - 3 富山商                                 | ベスト8                                        |
| 第85回大会（2003年）  | 鳥栖商（10年ぶり2回目）                        | 準々決勝                                       | ● 1 - 5 常総学院                               | ベスト8                                        |
| 第86回大会（2004年）  | 佐賀学園（6年ぶり5回目）                       | 1回戦                                          | ● 5 - 10 富山商                                | 初戦敗退                                       |
| 第87回大会（2005年）  | 佐賀商（8年ぶり13回目）                        | 1回戦                                          | ● 0 - 11 聖光学院                              | 初戦敗退                                       |
| 第88回大会（2006年）  | 佐賀商（2年連続14回目）                        | 2回戦                                          | ● 5 - 6 桐生第一                               | 初戦敗退                                       |
| 第89回大会（2007年）  | 佐賀北（7年ぶり2回目）                         | 1回戦                                          | ○ 2 - 0 福井商                                 | 優勝                                           |
| 第89回大会（2007年）  | 佐賀北（7年ぶり2回目）                         | 2回戦                                          | △ 4 - 4 宇治山田商（延長15回）                 | 優勝                                           |
| 第89回大会（2007年）  | 佐賀北（7年ぶり2回目）                         | 2回戦                                          | ○ 9 - 1 宇治山田商                             | 優勝                                           |
| 第89回大会（2007年）  | 佐賀北（7年ぶり2回目）                         | 3回戦                                          | ○ 5 - 2 前橋商                                 | 優勝                                           |
| 第89回大会（2007年）  | 佐賀北（7年ぶり2回目）                         | 準々決勝                                       | ○ 4x - 3 帝京（延長13回）                      | 優勝                                           |
| 第89回大会（2007年）  | 佐賀北（7年ぶり2回目）                         | 準決勝                                         | ○ 3 - 0 長崎日大                               | 優勝                                           |
| 第89回大会（2007年）  | 佐賀北（7年ぶり2回目）                         | 決勝                                           | ○ 5 - 4 広陵                                   | 優勝                                           |
| 第90回大会（2008年）  | 佐賀商（2年ぶり15回目）                        | 2回戦                                          | ● 0 - 2 倉敷商                                 | 初戦敗退                                       |
| 第91回大会（2009年）  | 伊万里農林（初出場）                           | 1回戦                                          | ● 2 - 6 横浜隼人                               | 初戦敗退                                       |
| 第92回大会（2010年）  | 佐賀学園（6年ぶり6回目）                       | 1回戦                                          | ○ 5 - 1 旭川実                                 | 3回戦                                          |
| 第92回大会（2010年）  | 佐賀学園（6年ぶり6回目）                       | 2回戦                                          | ○ 3 - 2 長崎日大                               | 3回戦                                          |
| 第92回大会（2010年）  | 佐賀学園（6年ぶり6回目）                       | 3回戦                                          | ● 5 - 13 報徳学園                              | 3回戦                                          |
| 第93回大会（2011年）  | 唐津商（27年ぶり4回目）                        | 1回戦                                          | ○ 9 - 4 古川工                                 | 2回戦                                          |
| 第93回大会（2011年）  | 唐津商（27年ぶり4回目）                        | 2回戦                                          | ● 2 - 3 作新学院                               | 2回戦                                          |
| 第94回大会（2012年）  | 佐賀北（5年ぶり3回目）                         | 1回戦                                          | ● 2 - 8 仙台育英                               | 初戦敗退                                       |
| 第95回大会（2013年）  | 有田工（初出場）                               | 1回戦                                          | ○ 5 - 4 大垣日大                               | 2回戦                                          |
| 第95回大会（2013年）  | 有田工（初出場）                               | 2回戦                                          | ● 3 - 5 常葉菊川                               | 2回戦                                          |
| 第96回大会（2014年）  | 佐賀北（2年ぶり4回目）                         | 1回戦                                          | ● 2 - 4 利府                                   | 初戦敗退                                       |
| 第97回大会（2015年）  | 龍谷（20年ぶり3回目）                          | 2回戦                                          | ● 1 - 3 秋田商                                 | 初戦敗退                                       |
| 第98回大会（2016年）  | 唐津商（5年ぶり5回目）                         | 2回戦                                          | ● 0 - 2 木更津総合                             | 初戦敗退                                       |
| 第99回大会（2017年）  | 早稲田佐賀（初出場）                           | 1回戦                                          | ● 2 - 5 聖心ウルスラ                           | 初戦敗退                                       |
| 第100回大会（2018年） | 佐賀商（10年ぶり16回目）                       | 1回戦                                          | ● 1 - 4 高岡商                                 | 初戦敗退                                       |
| 第101回大会（2019年） | 佐賀北（5年ぶり5回目）                         | 1回戦                                          | ● 2 - 7 神村学園                               | 初戦敗退                                       |
| 第102回大会（2020年） | （新型コロナウイルス感染症流行による大会中止） | （新型コロナウイルス感染症流行による大会中止） | （新型コロナウイルス感染症流行による大会中止） | （新型コロナウイルス感染症流行による大会中止） |
| 第103回大会（2021年） | 東明館（初出場）                               | 1回戦                                          | ● 0 - 4 日本航空                               | 初戦敗退                                       |
| 第104回大会（2022年） | 有田工（9年ぶり2回目）                         | 2回戦                                          | ● 3 - 5 浜田                                   | 初戦敗退                                       |
| 第105回大会（2023年） | 鳥栖工（初出場）                               | 1回戦                                          | ○ 3x - 2 富山商（延長12回TB）                  | 2回戦                                          |
| 第105回大会（2023年） | 鳥栖工（初出場）                               | 2回戦                                          | ● 1 - 3 日大三                                 | 2回戦                                          |
| 第106回大会（2024年） | 有田工（2年ぶり3回目）                         | 1回戦                                          | ● 6 - 10 滋賀学園                              | 初戦敗退                                       |
| 第107回大会（2025年） | 佐賀北（6年ぶり6回目）                         | 1回戦                                          | ○ 5x - 4 青藍泰斗（延長10回TB）                | 2回戦                                          |
| 第107回大会（2025年） | 佐賀北（6年ぶり6回目）                         | 2回戦                                          | ● 1 - 6 明豊                                   | 2回戦                                          |

## 通算成績
| 出場 | 試合 | 勝利 | 敗戦 | 引分 | 勝率 | 優勝 | 準優勝 | ベスト4 | ベスト8 |
| ---- | ---- | ---- | ---- | ---- | ---- | ---- | ------ | ------- | ------- |
| 66   | 105  | 40   | 64   | 1    | .385 | 2    | 0      | 1       | 1       |

## 学校別成績
| 校名       | 出場 | 直近出場 | 勝敗      | 最高成績 | 前身校       |
| ---------- | ---- | -------- | --------- | -------- | ------------ |
| 佐賀商     | 16回 | 2018年   | 13勝15敗  | 優勝1回  |              |
| 佐賀西     | 7回  | 1958年   | 1勝7敗    | 2回戦    | 佐賀中・佐賀 |
| 佐賀北     | 6回  | 2025年   | 7勝5敗1分 | 優勝1回  |              |
| 佐賀学園   | 6回  | 2010年   | 6勝6敗    | 3回戦    |              |
| 唐津商     | 5回  | 2016年   | 2勝5敗    | 3回戦    |              |
| 有田工     | 3回  | 2024年   | 1勝3敗    | 2回戦    |              |
| 龍谷       | 3回  | 2015年   | 0勝3敗    | 初戦敗退 |              |
| 鹿島       | 2回  | 1960年   | 3勝2敗    | ベスト4  |              |
| 鳥栖商     | 2回  | 2003年   | 2勝2敗    | ベスト8  |              |
| 佐賀工     | 2回  | 1987年   | 2勝2敗    | 3回戦    |              |
| 鳥栖       | 2回  | 2002年   | 1勝2敗    | 2回戦    |              |
| 佐賀東     | 2回  | 1999年   | 0勝2敗    | 初戦敗退 |              |
| 神埼       | 1回  | 2001年   | 1勝1敗    | 3回戦    |              |
| 鳥栖工     | 1回  | 2023年   | 1勝1敗    | 2回戦    |              |
| 佐賀師範   | 1回  | 1933年   | 0勝1敗    | 初戦敗退 |              |
| 武雄       | 1回  | 1963年   | 0勝1敗    | 初戦敗退 |              |
| 小城       | 1回  | 1978年   | 0勝1敗    | 初戦敗退 |              |
| 唐津西     | 1回  | 1986年   | 0勝1敗    | 初戦敗退 |              |
| 唐津工     | 1回  | 1996年   | 0勝1敗    | 初戦敗退 |              |
| 伊万里農林 | 1回  | 2009年   | 0勝1敗    | 初戦敗退 |              |
| 早稲田佐賀 | 1回  | 2017年   | 0勝1敗    | 初戦敗退 |              |
| 東明館     | 1回  | 2021年   | 0勝1敗    | 初戦敗退 |              |